# Bury (Grande Manchester)
Bury è un centro urbano di 60 718 abitanti sede di un borgo metropolitano della contea della Grande Manchester, in Inghilterra.

## Sport

### Calcio
La principale squadra di calcio locale è il Bury Football Club. Fu fondato nel 1885 e gioca i suoi incontri interni allo stadio Gigg Lane. 
Inoltre, Bury ha dato i natali ai fratelli Gary e Phil Neville, ex calciatori del Manchester United e dell’Inghilterra.

### Ciclismo
A Bury sono nati anche i fratelli gemelli Adam e Simon Yates, entrambi ciclisti professionisti.

## Amministrazione

### Gemellaggi
- Angoulême, Francia
- Tulle, Francia
- Schorndorf, Germania
- Woodbury, Stati Uniti
- Datong, Cina